# المپیک تابستانی ۱۹۰۴
المپیک تابستانی ۱۹۰۴ (در انگلیسی: Games of the III Olympiad) که به‌طور رسمی با نام «بازی‌های المپیاد سوم» شناخته می‌شود، از ۱ ژوئیه تا ۲۳ نوامبر ۱۹۰۴ میلادی در شهر سنت‌لوئیس، در کشور ایالات متحده آمریکا و با حضور ۶۵۱ ورزشکار زن و مرد از ۱۲ کشور جهان و در ۱۷ رشته ورزشی برگزار شد.

## انتخاب میزبان
کاندیداها:
1.شیکاگو-ایالات متحده آمریکا
2.سنت لوئیس، میزوری-ایالات متحده آمریکا

انتخاب اولیه: شیکاگو
انتخاب دوم: سنت لوییس
محل رای گیری: پاریس-فرانسه

## ورزش‌ها
- ورزش‌های آبی
  -  شیرجه (۲)
  -  شنا (۹)
- تیراندازی با کمان (۶)
- دو و میدانی (۲۵)
- بوکس (۷)
- دوچرخه‌سواری (۷)
- شمشیربازی (۵)
- فوتبال (۱)
- گلف (۲)
- ژیمناستیک (۱۱)
- لاکراس (۱)
- روکه (۱)
- روئینگ (۵)
- تنیس (۲)
- طناب‌کشی (۱)
- وزنه‌برداری (۲)
- کشتی

## کشورهای شرکت‌کننده

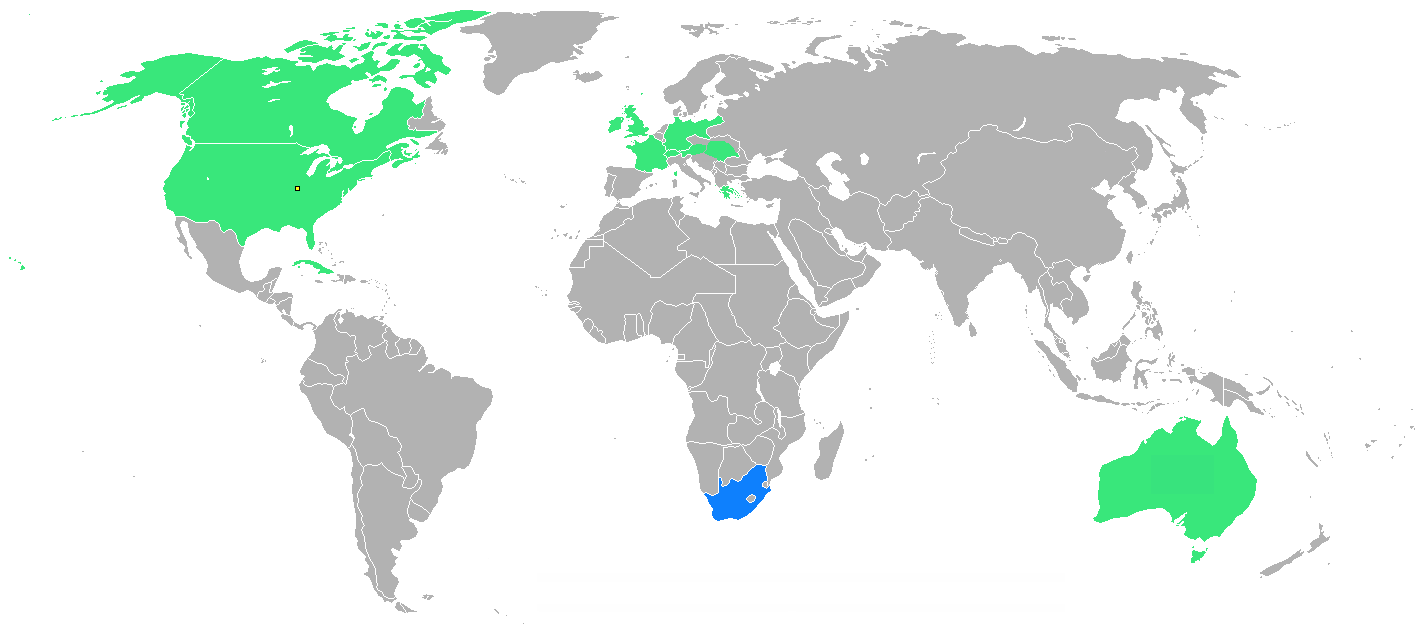
Participants.
Blue = Participating for the first time
Green = Have previously participated.
Yellow square is host city (سنت لوئیس)

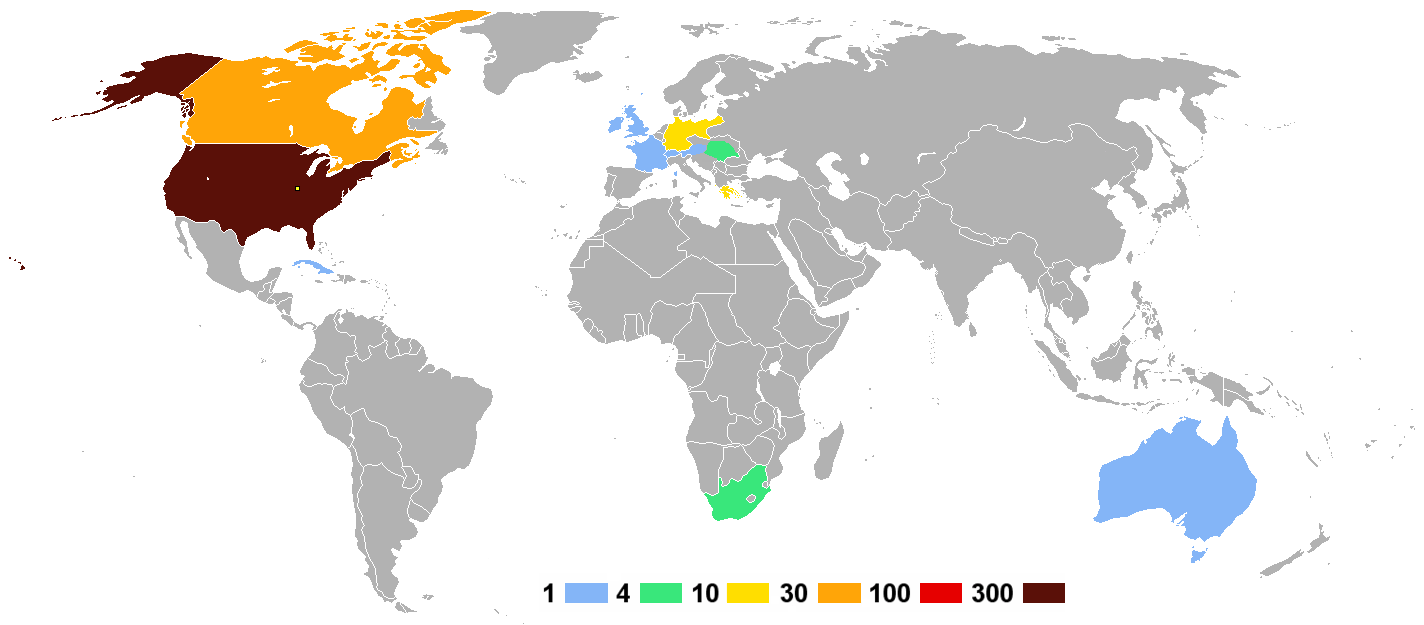
Number of athletes from each country

۱۲ کشور در این دوره از مسابقات المپیک شرکت کرده بودند. Due to the difficulty of getting to St. Louis, and European tensions caused by the Russo-Japanese War, only 52 athletes from outside of North America came to the Olympics.
- استرالیا (۳)
- اتریش (۲)
- کانادا (۵۶)
- کوبا (۳)
- فرانسه (۱)[۳]
- آلمان (۲۲)
- بریتانیای کبیر (۶)
- یونان (۱۴)
- مجارستان (۴)
- آفریقای جنوبی (۸)
- سوئیس (۲)
- ایالات متحده آمریکا (۵۲۶)

### مورد اختلاف
همچنین در منابع دیگر ورزشکاران کشورهای زیر در مسابقات حضور داشته‌اند.
- ایتالیا (۱)[۴]
- نروژ (۲)[۵]
- دومینیون نیوفاندلند (1)[۶]

## جدول مدال‌ها
کشور میزبان (آمریکا)
| رتبه  | کشور                      | طلا | نقره | برنز | مجموع |
| 1     | ایالات متحده آمریکا (USA) | ۷۸  | ۸۲   | ۷۹   | ۲۳۹   |
| 2     | آلمان (GER)               | ۴   | ۴    | ۵    | ۱۳    |
| 3     | کوبا (CUB)                | ۴   | ۲    | ۳    | ۹     |
| 4     | کانادا (CAN)              | ۴   | ۱    | ۱    | ۶     |
| 5     | مجارستان (HUN)            | ۲   | ۱    | ۱    | ۴     |
| 6     | بریتانیای کبیر (GBR)      | ۱   | ۱    | ۰    | ۲     |
| 6     | تیم مختلط (ZZX)           | ۱   | ۱    | ۰    | ۲     |
| 8     | یونان (GRE)               | ۱   | ۰    | ۱    | ۲     |
| 8     | سوئیس (SUI)               | ۱   | ۰    | ۱    | ۲     |
| 10    | اتریش (AUT)               | ۰   | ۰    | ۱    | ۱     |
| مجموع | مجموع                     | ۹۶  | ۹۲   | ۹۲   | ۲۸۰   |